# Fosters Freeze
Fosters Freeze é uma cadeia de restaurantes de fast food da Califórnia. A sua primeira localização, na La Brea Avenue em Inglewood, Califórnia, foi aberta por George Foster em 1946 e ainda se encontra em funcionamento.
O nome da cadeia refere-se ao seu leite gelado e batidos. O seu slogan de marketing é “California's Original Soft Serve”. A sua mascote é Little Foster, uma casquinha de sorvete sorridente.

## História

Barraca de gelados Foster's Freeze em Cloverdale, Califórnia, 1991

George Foster mudou-se para a Califórnia após a Segunda Guerra Mundial para abrir pontos de venda para a Dairy Queen, uma vez que detinha os direitos de desenvolvimento no estado. No entanto, as leis estatais que protegiam a indústria dos lacticínios impediam a utilização de “lacticínios” nos nomes dos restaurantes. Em vez disso, em 1946, Foster abriu um restaurante com o seu próprio nome, Foster's Old Fashion Freeze (o apóstrofo foi mais tarde retirado). Em 1951, vendeu os 360 estabelecimentos da cadeia por US$ 1 milhão. Em 1987, a cadeia tinha sido reduzida para 189 estabelecimentos.
A El Pollo Loco assinou um contrato de franquia principal com a Fosters Freeze em 1994, permitindo o serviço de sorve creme Fosters Freeze nos locais da El Pollo Loco. Em 2002, 163 locais da El Pollo Loco venderam produtos Fosters Freeze e as suas vendas globais aumentaram entre três a seis por cento. O contrato terminou em 2014.
O significado histórico dos restaurantes Fosters Freeze atrai clientes e tem unido os membros da comunidade para os preservar. Em 2006, os residentes de Menlo Park apresentaram ao conselho municipal uma petição com cerca de 400 assinaturas para impedir a demolição do seu Fosters local, embora este tenha finalmente encerrado em 2015. A localização de Santa Cruz está incluída no levantamento de edifícios históricos da cidade.
Em 2015, um grupo de investimento em franquia de restaurantes comprou a Fosters Freeze. Modernizou a marca e as operações; as vendas aumentaram a cada ano desde então. A partir de 2021, a empresa planeja adicionar locais pela primeira vez desde 2006.
Em janeiro de 2024, havia 62 locais de Fosters Freeze, todos na Califórnia.

## Na cultura popular
- A canção dos Beach Boys “Fun, Fun, Fun” foi inspirada na localização da Fosters Freeze em Hawthorne, Califórnia.[7][16]
- O Fosters Freeze em Atwater Village, Los Angeles, apareceu no filme Pulp Fiction.[7]
- No filme de drama Twentynine Palms, as personagens principais tomam soft serve num Fosters Freeze.